# Pszczyna
Pszczyna este un oraș în Polonia, reședință a județului cu același nume din voievodatul Silezia.